# Arnold Adriaan van Hoensbroeck

Familiewapen Van Hoensbroeck

Arnold Adriaan, markies van Hoensbroeck (Slot Haag, Geldern, 16 september 1631 - Kasteel Hoensbroek, 27 oktober 1694) was de zoon van Adriaan, baron  Hoen van Hoensbroeck en Anna Elisabeth (Isabelle) van Loë
Arnold was markgraaf van en tot Hoensbroeck, heer van Haag, Oostham, Beringen en Erdbrüggen, erfmaarschalk van Gelder, drost van Gelder en buitengewoon gezant van de koning van Spanje te Parijs en Berlijn. 
Arnold Adriaan werd in 1675 door koning Karel II van Spanje tot markies (markgraaf) met opvolging volgens eerstgeboorterecht verheven om zijn en zijn voorouders vele verdiensten en ook als diplomaat. De heerlijkheid Hoensbroeck werd echter geen markiezaat.
Hij trouwde (1) met Catharina van Bocholtz. 
Hij trouwde (2) op 24 december 1660 met Dorothea Henrietta van Cottereau-Westmal vrouwe van Westmalle en Erdbrüggen (Antwerpen, 1635 - 6 februari 1682) de dochter van Robert van Cottereau heer van Westmalle (1599-1659) en Margaretha van Wassenaar (1593-1660).
Zijn schoonmoeder  Margaretha van Wassenaar was een dochter van Johan van Wassenaar heer van Warmond, Woude en Alkemade (1547-1610) en Odilia van Valkenaar.
Uit zijn huwelijk met Dorothea werd geboren:
- Willem Adriaan van Hoensbroeck markgraaf en graaf van Hoensbroeck, heer van Hoensbroeck, Haag en Erdbrüggen (1666-1735)